# Goodnight Scrub National Park
Goodnight Scrub National Park är en park i Australien. Den ligger i delstaten Queensland, omkring 270 kilometer nordväst om delstatshuvudstaden Brisbane.
Trakten runt Goodnight Scrub National Park är nära nog obefolkad, med mindre än två invånare per kvadratkilometer.. Det finns inga samhällen i närheten.
I omgivningarna runt Goodnight Scrub National Park växer huvudsakligen savannskog. Genomsnittlig årsnederbörd är 933 millimeter. Den regnigaste månaden är mars, med i genomsnitt 188 mm nederbörd, och den torraste är september, med 25 mm nederbörd.